# Зоидзе, Рамаз
Рамаз Зоидзе (груз. რამაზ ზოიძე; род. 13 февраля 1996, Батуми) — грузинский борец греко-римского стиля, участник Олимпийских игр 2020 года в Токио. Бронзовый призёр чемпионата мира 2021 года, серебряный призёр чемпионата Европы 2025 года. 

## Карьера
В июне 2016 года в Бухаресте стал чемпионом Европы среди юниоров, одолев в финале представляющего Украину Парвиза Насибова. В апреле 2017 года на чемпионате Европы U23 в Венгрии стал серебряным призёром, уступив представителю Азербайджана Исламбеку Дадову. В ноябре 2018 года в Бухаресте стал серебряным призёром чемпионата мира U23, уступив турку Дженку Ильдему. В марте 2019 года в Нови-Саде, одолев в финале россиянина Магомеда Ярбилова стал чемпионом Европы среди молодёжи U23. 28 февраля 2021 года на киевском международном турнире стал победителем, одолев в финале соотечественника Джони Хецуриани. В марте 2021 года на европейском квалификационном турнире в Будапеште, одолев армянина Славик Галстяна, завоевал лицензию на Олимпийские игры в Токио. 4 августа 2021 года на Олимпиаде, уступил в схватке за бронзовую медаль немцу Франк Штеблеру и занял итоговое 5 место.
В апреле 2025 года на чемпионате Европы в Братиславе в весовой категории до 77 кг завоевал серебряную медаль. В финальной схватке уступил сопернику из Армении Малхасу Амояну.

## Достижения
- Чемпионат Европы среди юношей 2011 — ;
- Чемпионат мира среди юношей 2011 — ;
- Чемпионат Европы среди юношей 2012 — ;
- Чемпионат мира среди юношей 2012 — ;
- Чемпионат Европы среди юношей по вольной борьбе 2013 — ;
- Чемпионат мира среди юношей по вольной борьбе 2013 — ;
- Чемпионат мира среди юниоров 2015 — ;
- Чемпионат Европы U23 2016 — ;
- Чемпионат Европы среди юниоров 2016 — ;
- Чемпионат мира среди юниоров 2016 — ;
- Чемпионат Европы U23 2017 — ;
- Чемпионат Европы U23 2018 — ;
- Чемпионат мира U23 2018 — ;
- Олимпийские игры 2020 — 5;